# 住友金属物流
住友金属物流株式会社（すみともきんぞくぶつりゅう、Sumitomo Metal Logistics Service Co., Ltd）は、かつて存在した住友金属工業グループ（現・日本製鉄グループ）の物流事業者。

## 沿革
- 1957年 - 金泉海運株式会社（旧・住金物流）設立
- 2001年 - 住金物流、エスケイケイ物流、鹿島運輸が合併、住友金属物流株式会社に社名変更
- 2013年4月1日 - 親会社の新日本製鐵との経営統合に伴い、日鐵物流と経営統合。日鉄住金物流（現・日鉄物流）発足。

## 主な事業
国内サービス
- 内航輸送、陸上輸送、イルカライナー（東京港 - 博多港間の貨物海上定期便）

国際サービス
- 外航輸送、輸出入一貫輸送、国際複合輸送、近海輸送

倉庫・港湾サービス
- 倉庫業務、港湾業務、構内輸送

物流技術サービス
- 重量物輸送、輸送技術（コンテナ・梱包）、物流コンサルティング

## 事業拠点

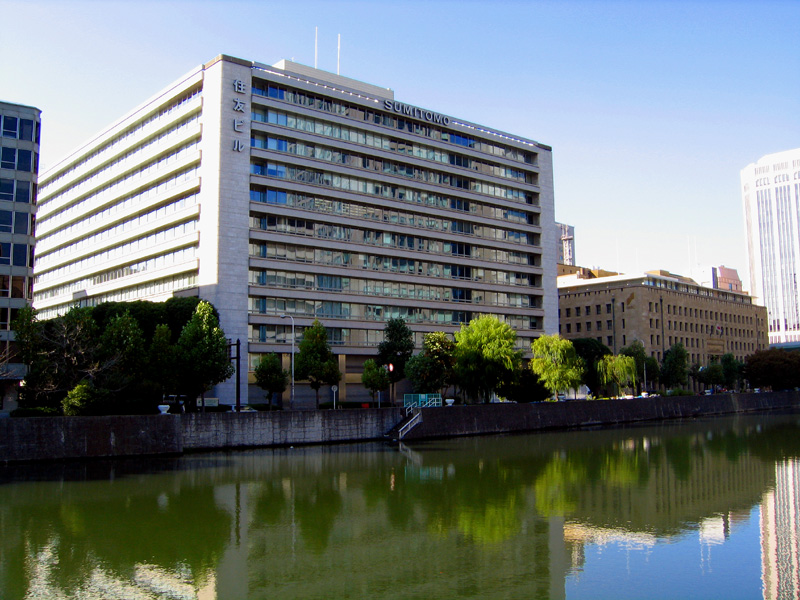
大阪本社（住友村、現・日鉄住金物流関西支店）

### 本社
- 東京本社 - 東京都中央区築地四丁目1番17号
- 大阪本社 - 大阪府大阪市中央区北浜四丁目7番28号

### 事業所
事業部
- 鹿島、和歌山、九州

事業所
- 札幌、仙台、東京、横浜、名古屋、堺、尼崎

営業所
- 横浜港、関空、神戸、中四国（倉敷市）、小倉、太刀浦 （北九州市）

出張所
- 南港（大阪市）、博多、新門司（北九州市）

海外
- バンコク、上海（現地法人）、シカゴ（現地法人）